# Associazione Calcio Femminile Lugo 1997-1998
Questa voce raccoglie le informazioni riguardanti l'Associazione Calcio Femminile Lugo Zambelli Ronditalia nelle competizioni ufficiali della stagione 1997-1998.

## Divise e sponsor
La grafica della prima tenuta riproponeva l'abbinamento cromatico del Lugo maschile, il bianco e il rosso. Sponsor principali erano Refrattari Zambelli, già sponsor della Reggiana scudettata, e Ronditalia di Russi.
| Casa | Trasferta |

## Rosa
Come da sito calciodonna.it.
| N. |                   | Ruolo | Calciatrice            |
| -- | ----------------- | ----- | ---------------------- |
|    | Italia (bandiera) | P     | Genny Giommi           |
|    | Italia (bandiera) | P     | Beatrice Iaconisi      |
|    | Italia (bandiera) | D     | Ambra Balducci         |
|    | Italia (bandiera) | D     | Alessandra Ghirardelli |
|    | Italia (bandiera) | D     | Francesca Muzzi        |
|    | Italia (bandiera) | D     | Marinella Piolanti     |
|    | Italia (bandiera) | D     | Rita Rossini           |
|    | Italia (bandiera) | D     | Susy Siano             |
|    | Italia (bandiera) | C     | Valentina Astolfi      |

| N. |                   | Ruolo | Calciatrice     |
| -- | ----------------- | ----- | --------------- |
|    | Italia (bandiera) | C     | Ardea Balducci  |
|    | Italia (bandiera) | C     | Monica Cucito   |
|    | Italia (bandiera) | C     | Filomena Greco  |
|    | Italia (bandiera) | C     | Sonia Sdogati   |
|    | Italia (bandiera) | C     | Silvia Taroni   |
|    | Italia (bandiera) | C     | Tiziana Vampo   |
|    | Italia (bandiera) | A     | Antonella Carta |
|    | Italia (bandiera) | A     | Claudia Mariani |
|    | Italia (bandiera) | A     | Roberta Ulivi   |

## Calciomercato

### Sessione estiva
| Acquisti | Acquisti          | Acquisti             | Acquisti   |
| R.       | Nome              | da                   | Modalità   |
| -------- | ----------------- | -------------------- | ---------- |
| P        | Genny Giommi      | Vigor Senigallia     | definitivo |
| P        | Beatrice Iaconisi | Virtus Torre Pedrera | definitivo |
| D        | Francesca Muzzi   | Stalla Imola         | definitivo |
| D        | Susy Siano        | Gravina              | definitivo |
| C        | Filomena Greco    | Gravina              | definitivo |
| C        | Sonia Sdogati     | Vigor Senigallia     | definitivo |
| C        | Tiziana Vampo     | Torres Fo.S.         | definitivo |
| A        | Claudia Mariani   | DueEmme              | definitivo |

| Cessioni | Cessioni        | Cessioni | Cessioni   |
| R.       | Nome            | a        | Modalità   |
| -------- | --------------- | -------- | ---------- |
| D        | Bonny Madsen    | Pisa     | definitivo |
| C        | Marilù Baldelli | Pisa     | definitivo |
| C        | Valentina Bichi | Pisa     | definitivo |
| C        | Katia Serra     | Modena   | definitivo |

### Serie A

#### Girone di andata
| Lugo 27 settembre 1997, ore --:-- CEST 1ª giornata | Lugo Zambelli | 1 – 1 | Sporting Segrate 92 |  |

| Castel di Lama 4 ottobre 1997, ore 15:30 CEST 2ª giornata | Autolelli Picenum | 1 – 1 | Lugo Zambelli |  |

| Lugo 11 ottobre 1997, ore 15:30 CEST 3ª giornata | Lugo Zambelli | 3 – 4 | Pisa |  |

| Sorrento 18 ottobre 1997, ore 15:30 CEST 4ª giornata | Sporting Sorrento Crems | 2 – 4 | Lugo Zambelli |  |

| Lugo 25 ottobre 1997, ore --:-- CEST 5ª giornata | Lugo Zambelli | 1 – 3 | Agliana |  |

| Riva del Garda 1º novembre 1997, ore --:-- CET 6ª giornata | Riva del Garda | 1 – 4 | Lugo Zambelli |  |

| Lugo 8 novembre 1997, ore --:-- CET 7ª giornata | Lugo Zambelli | 1 – 1 | Lazio CF |  |

| Calmasino, Bardolino 29 novembre 1997, ore --:-- CET 8ª giornata | Bardolino | 1 – 5 | Lugo Zambelli | Stadio comunale Belvedere |

| Lugo 6 dicembre 1997, ore --:-- CET 9ª giornata | Lugo Zambelli | 5 – 1 | Torino |  |

| Cascine Vica 13 dicembre 1997, ore --:-- CET 10ª giornata | Cascine Vica | 4 – 0 | Lugo Zambelli |  |

| Lugo 6 dicembre 1997, ore --:-- CET 11ª giornata | Lugo Zambelli | 3 – 3 | Modena |  |

| Arbitro: | Laruccia (Bari) |

|             |           |                                                                     |
| Rodolfi 12’ | Marcatori | 9’ Salmaso 19’, 29’, 89’ Ulivi 44’, 47’, 53’ Carta 85’ Am. Balducci |

| Arbitro: | Pancrazio (Brescia) |

|                                         |           |            |
| Ulivi 13’, 45’, 67’ Carta 51’ Vampo 55’ | Marcatori | 33’ Parejo |

| Arbitro: | Papandrea (Mestre) |

|                     |           |                                         |
| Carta 32’ Ulivi 34’ | Marcatori | 4’ (rig.) Mosti 13’ Pistoia 65’ Bianchi |

| Arbitro: | Vitale (Frattamaggiore) |

|                 |           |                     |
| Tagliacarne 37’ | Marcatori | 80’ Ulivi 86’ Carta |

#### Girone di ritorno
| Arbitro: | Guaraldi (Finale Emilia) |

|              |           |                                  |
| Caricato 45’ | Marcatori | 17’ Murelli 51’, 83’ Tagliacarne |

| Arbitro: | Vancini (Finale Emilia) |

|                |           |  |
| Carta 28’, 60’ | Marcatori |  |

| Arbitro: | Cristini (Perugia) |

|                    |           |           |
| Ulivieri 4’, 90+5’ | Marcatori | 40’ Carta |

| Arbitro: | Rizzuni (Belluno) |

|                            |           |  |
| Fusco 70’ (aut.) Ulivi 82’ | Marcatori |  |

| Arbitro: | Pastore (Potenza) |

|                          |           |                                        |
| Fiorini 41’ Tardelli 67’ | Marcatori | 29’ Astolfi 51’ Mariani 80’, 90’ Ulivi |

| Arbitro: | Masini (Lucca) |

|                      |           |                          |
| Bulgarini 47’ (aut.) | Marcatori | 19’ Casey 31’ Martinelli |

| Arbitro: | Mascia (Cagliari) |

|                                    |           |                       |
| Colasante 78’ Napoleoni 89’ (rig.) | Marcatori | 37’ Salmaso 52’ Ulivi |

| Arbitro: | Atzori (Roma) |

|  |           |                          |
|  | Marcatori | 35’, 2t’ Placchi 37’ Duò |

| Arbitro: | Baraldi (Mantova) |

|  |           |                       |
|  | Marcatori | 25’ Astolfi 62’ Ulivi |

| Arbitro: | Botta (Chieti) |

|           |           |                             |
| Ulivi 53’ | Marcatori | 3’ Iannuzzelli 58’ Costanzo |

| Arbitro: | Caviglia (Chiavari) |

|                                                              |           |  |
| Muzzi 5’ (aut.) Ciardi 37’ Morace 53’ Ghirardelli 76’ (aut.) | Marcatori |  |

| Arbitro: | Mugnisi (Siena) |

|                     |           |                         |
| Carta 18’ Ulivi 90’ | Marcatori | 2’ Novelli 30’ Fusciani |

| Arbitro: | Rinaldi (Milano) |

|                       |           |                           |
| Parejo 37’ Pintus 56’ | Marcatori | 8’ Ulivi 61’ (rig.) Carta |

| Arbitro: | Bianchini (Civitavecchia) |

|             |           |                                             |
| Bianchi 22’ | Marcatori | 46’ Carta 66’, 77’ Ulivi 90+1’ Am. Balducci |

| Arbitro: | Caviglia (Chiavari) |

|                    |           |                                |
| Ulivi 90+1’, 90+4’ | Marcatori | 28’ Villa 80’, 86’ Tagliacarne |

### Coppa Italia
| 20 settembre 1997 Finale | ACF Milan | 3 – 1 | Lugo Zambelli |  |

## Statistiche

### Statistiche di squadra
| Competizione | Punti | In casa | In casa | In casa | In casa | In casa | In casa | In trasferta | In trasferta | In trasferta | In trasferta | In trasferta | In trasferta | Totale | Totale | Totale | Totale | Totale | Totale | DR  |
| Competizione | Punti | G       | V       | N       | P       | Gf      | Gs      | G            | V            | N            | P            | Gf           | Gs           | G      | V      | N      | P      | Gf     | Gs     | DR  |
| ------------ | ----- | ------- | ------- | ------- | ------- | ------- | ------- | ------------ | ------------ | ------------ | ------------ | ------------ | ------------ | ------ | ------ | ------ | ------ | ------ | ------ | --- |
| Serie A      | 46    | 15      | 5       | 4       | 6       | 31      | 29      | 15           | 8            | 3            | 4            | 43           | 25           | 30     | 13     | 7      | 10     | 74     | 54     | +20 |
| Coppa Italia | -     | .       | .       | .       | .       | .       | .       | .            | .            | .            | .            | .            | .            | .      | .      | .      | .      | .      | .      | .   |
| Totale       | -     | .       | .       | .       | .       | .       | .       | .            | .            | .            | .            | .            | .            | .      | .      | .      | .      | .      | .      | .   |

### Andamento in campionato
| Giornata  | 1 | 2 | 3 | 4 | 5 | 6 | 7 | 8 | 9 | 10 | 11 | 12 | 13 | 14 | 15 | 16 | 17 | 18 | 19 | 20 | 21 | 22 | 23 | 24 | 25 | 26 | 27 | 28 | 29 | 30 |
| --------- | - | - | - | - | - | - | - | - | - | -- | -- | -- | -- | -- | -- | -- | -- | -- | -- | -- | -- | -- | -- | -- | -- | -- | -- | -- | -- | -- |
| Luogo     | C | T | C | T | C | T | C | T | C | T  | C  | T  | C  | C  | T  | T  | C  | T  | C  | T  | C  | T  | C  | T  | C  | T  | C  | T  | T  | C  |
| Risultato | N | N | V | V | P | V | N | V | V | P  | N  | V  | V  | P  | V  | V  | V  | P  | V  | V  | P  | N  | P  | V  | P  | P  | N  | N  | V  | P  |
| Posizione |   | 9 |   |   |   |   |   |   |   |    | 7  | 7  | 5  | 6  | 6  | 4  | 4  | 4  | 5  | 4  | 4  | 4  | 4  | 4  | 4  | 4  | 4  | 4  | 4  | 5  |

Legenda:

Luogo: C = Casa; T = Trasferta. Risultato: V = Vittoria; N = Pareggio; P = Sconfitta.

### Statistiche delle giocatrici
| Giocatore | Serie A  | Serie A | Serie A     | Serie A    | Coppa Italia | Coppa Italia | Coppa Italia | Coppa Italia | Totale   | Totale | Totale      | Totale     |
| Giocatore | Presenze | Reti    | Ammonizioni | Espulsioni | Presenze     | Reti         | Ammonizioni  | Espulsioni   | Presenze | Reti   | Ammonizioni | Espulsioni |
| --------- | -------- | ------- | ----------- | ---------- | ------------ | ------------ | ------------ | ------------ | -------- | ------ | ----------- | ---------- |
| A. Carta  | ?        | 23      | ?           | ?          | ?            | ?            | ?            | ?            | ?        | 23+    | ?           | ?          |
| R. Ulivi  | ?        | 32      | ?           | ?          | ?            | ?            | ?            | ?            | ?        | 32+    | ?           | ?          |